# Mala Dapčevica
Mala Dapčevica – wieś w Chorwacji, w żupanii bielowarsko-bilogorskiej, w mieście Grubišno Polje. W 2011 roku liczyła 3 mieszkańców.